# Тимашово (Жуковский район)
Тимашово — деревня в Жуковском районе Калужской области России. Входит в состав сельского поселения «Село Высокиничи».

## География
Расположена у берегов рек Ича и Протва.
Рядом — Горнево, Никоново.

## Топоним
Тимоша — уменьшительное имя от Тимофей.

## История
В 1627/29 годах сельцо Тимашево(Тимошово) —  вотчина князя Ивана Ивановича Щербатого.  
В 1678 году — поместье.
До 1776 входила в Оболенский уезд Московской провинции Московской губернии, после относилась к Тарусскому уезду Калужского наместничества, затем губернии.
В 1782 году — деревня Тимашево княгини Натальи Павловны Щербатовой, с выделенной церковной землёй к церкви Рождества Пресвятой Богородицы, что в селе Ивановском.
В 1891 году входила в Высокочининскую волость Тарусского уезда.

## Население
| 2002 | 2010 |
| ---- | ---- |
| 27   | ↘14  |